# American Murder: Gabby Petito
American Murder: Il caso Gabby Petito è una docuserie statunitense del 2025, basata sull'omicidio di Gabby Petito e distribuita da Netflix. Dopo la sua uscita è subito salita in testa alla classifica delle serie più viste in Italia
La serie, divisa in tre episodi, racconta le vicende che hanno portato alla morte della video blogger Gabby Petito attraverso interviste ai suoi familiari e a quelli del fidanzato, alternati ai filmati pubblicati dalla coppia durante il viaggio.

## Realizzazione
La serie contiene numerose foto e video d'archivio, nonché testimonianze dei suoi familiari. Nella narrazione sono integrate anche diverse sequenze reali riprese dalle telecamere della polizia, come ad esempio le immagini del loro fermo nello Utah.
È stato fatto ricorso all'intelligenza artificiale per clonare la voce di Gabby Petito ed utilizzarla per leggere brani del suo diario, i suoi messaggi o raccontare le discussioni con i suoi familiari e con Brian.

## Trama

### Episodio 1,Abbiamo comprato un furgone
Nell'estate del 2021 Gabby e il suo fidanzato Brian decidono partono in furgone per un viaggio attraverso gli Stati Uniti, da documentare attraverso i propri canali social. L'apparente perfezione della coppia nasconde però una realtà ben diversa, e l'amore di Brian si rivela presto troppo morboso.

### Episodio 2,Dov'è Gabby?
Dopo un feroce litigio nello Utah, che gli costa il fermo da parte della polizia, Gabby scompare nel nulla. I suoi genitori danno l'allarme e le ricerche si avviano. Brian nel frattempo scompare

### Episodio 3,Da bruciare dopo aver letto
Il cadavere di Gabby viene ritrovato, e le ricerche ora si concentrano su Brian e sul ruolo che hanno avuto i suoi genitori nella scomparsa.